# Битва біля Алеппо (1918)
Битва біля Алеппо (англ. Battle of Aleppo) — одна з вирішальних битв на завершальному етапі Синайсько-Палестинської кампанії на Близькосхідному театрі воєнних дій за часів Першої світової війни. Битва відбулася 25 жовтня 1918 року, коли сили шеріфської армії принца Фейсала захопили місто під час наступу у Харітані з Дамаску.
Після перемоги Британської імперії в битві при Мегіддо залишки османської групи армій «Йилдирим» під тиском шерифської армії принца Фейсала відступали з Аммана, які 27 вересня захопили Дераа. Тим часом австралійська кінна дивізія, а потім 5-та кавалерійська дивізія, продовжували переслідування розбитих військ групи армій «Йилдирим», що відступали з Юдейських пагорбів, 1 жовтня 1918 року захопили Дамаск; було захоплено багато тисяч німецьких та османських полонених та величезні території Османської імперії. Решткам османської армії вдалося втекти з Дамаска, щоб зосередитися поблизу Райяку, перш ніж відступити далі через Хомс і Хаму до Алеппо. Величезні втрати в британському Пустельному кінному корпусі від хвороб, втоми та виснаженості під час переслідування з Дамаска, змусили британців загальмуватися, наступ продовжувався лише силами трьох батарей броньованих автомобілів та трьох легких автомобільних патрулів, озброєні кулеметами на 24 машинах. Підтримку їм надавали тільки підрозділи 15-ї Імперської кавалерійської бригади 5-ї кавалерійської дивізії, а решта дивізії вирушала вслід за передовими загонами.
Шерифські сили принца Фейсала продовжували рух на північ вздовж Хіджазької залізниці, прикриваючи правий фланг головних сил до Дамаску, щоб прибути у район Алеппо. На початку 25 жовтня 1918 року основні сили шерифських військ напали на потужну оборону ар'єргардів османів на півдні міста, а під покровом темряви здійснили обхідний маневр та увірвалися в Алеппо, де на вулицях майже всю ніч тривав рукопашний бій між арабами та турками. До ранку місто було захоплено шерифськими військами.